# Liste der Baudenkmäler im Kölner Stadtteil Weiß
Die folgende Liste enthält die in der Denkmalliste ausgewiesenen Baudenkmäler auf dem Gebiet des Stadtteils Köln-Weiß, Stadtbezirk Köln-Rodenkirchen, Nordrhein-Westfalen.
Hinweis: Die Reihenfolge der Baudenkmäler in dieser Liste orientiert sich an den Straßennamen und ist alternativ nach Hausnummern, Denkmallistennummer oder Bezeichnung sortierbar.
Basis ist die offizielle Kölner Denkmalliste (Stand: 16. August 2012), die Baudenkmäler und Denkmalbereiche auflistet. Dabei kann es sich beispielsweise um Sakralbauten, Wohn- und Fachwerkhäuser, historische Gutshöfe und Adelsbauten, Industrieanlagen, Wegekreuze und andere Kleindenkmäler sowie Grabmale und Grabstätten, die eine besondere Bedeutung für die Geschichte Kölns haben, handeln. Grundlage für die Aufnahme in die offiziellen Denkmallisten ist das Denkmalschutzgesetz Nordrhein Westfalens.

| Bild                                    | Bezeichnung                     | Lage                               | Beschreibung                                                      | Bauzeit | Einge- tragen seit | Denk- mal- nr. |
| --------------------------------------- | ------------------------------- | ---------------------------------- | ----------------------------------------------------------------- | ------- | ------------------ | -------------- |
| Fotos hochladen                         | Kleindenkmal (Heiligenhäuschen) | Weiß Am Treidelweg o. Nr.          |                                                                   |         | 1. Juli 1980       | 179            |
| Fotos hochladen                         | Wohnhaus                        | Weiß Auf der Ruhr 17 Karte         |                                                                   |         | 23. Juli 1992      | 6580           |
| Fotos hochladen                         | Wohnhaus                        | Weiß Auf der Ruhr 25 Karte         |                                                                   |         | 19. Februar 1986   | 3440           |
| Fotos hochladen                         | Wegekreuz                       | Weiß Auf der Ruhr o. Nr.           |                                                                   |         | 28. Januar 1992    | 6376           |
| Fotos hochladen                         | Schule                          | Weiß Georgstr. 2 Karte             | Wird genutzt als Kinder- und Jugendzentrum (http://weiss.jugz.de) |         | 4. September 1981  | 758            |
| weitere Bilder Fotos hochladen          | Kirche St. Georg                | Weiß Kirchplatz 2 Karte            |                                                                   | 1954    | 24. Juli 2003      | 8626           |
| Fotos hochladen                         | Wohnhaus                        | Weiß Weißer Hauptstr. 33 Karte     |                                                                   |         | 28. April 1986     | 3577           |
| Fotos hochladen                         | Wohnhaus                        | Weiß Weißer Hauptstr. 45 Karte     |                                                                   |         | 7. März 1986       | 3475           |
| Fotos hochladen                         | Wohnhaus                        | Weiß Weißer Hauptstr. 47 Karte     |                                                                   |         | 16. Dezember 1981  | 890            |
| Fotos hochladen                         | Allee                           | Weiß Weißer Hauptstr. o. Nr.       |                                                                   |         | 1. Juli 1980       | 245            |
| Fotos hochladen                         | Friedhof                        | Weiß Weißer Hauptstr. o. Nr.       |                                                                   |         | 1. Juli 1980       | 246            |
| Fotos hochladen                         | Kleindenkmal (Wegekreuz)        | Weiß Weißer Hauptstr. o. Nr.       |                                                                   |         | 1. Juli 1980       | 247            |
| weitere Bilder Fotos hochladen          | Kapelle St. Georg               | Weiß Weißer Hauptstr. o. Nr. Karte |                                                                   | 1433    | 18. Januar 1982    | 949            |
| Direkt Bild zu diesem Denkmal hochladen | Kleindenkmal (Erinnerungskreuz) | Weiß Weißer Leinpfad o. Nr.        |                                                                   |         | 1. Juli 1980       | 248            |
| Direkt Bild zu diesem Denkmal hochladen | Kleindenkmal (Vermessungsstein) | Weiß Weißer Leinpfad o. Nr.        |                                                                   |         | 1. Juli 1980       | 249            |